# Marc Lepesqueux
 (août 2022).
Si vous disposez d'ouvrages ou d'articles de référence ou si vous connaissez des sites web de qualité traitant du thème abordé ici, merci de compléter l'article en donnant les références utiles à sa vérifiabilité et en les liant à la section « Notes et références ».
Marc Lepesqueux est un navigateur et un skipper professionnel français, né le 8 février 1968 à Saint-Pair-sur-Mer à côté de Granville, dans la Manche.

## Biographie

### Premières années
Né en Normandie à Saint-Pair-sur-Mer, il habite à Fleury-sur-Orne, au sud de Caen, jusqu'en 2010. Il réside désormais à Siouville-Hague dans la Manche.
Marc Lepesqueux est « tombé dans la voile quand il était petit ». Il naviguait souvent en croisière avec ses parents.
Mais c'est seulement vers 18 ans qu'il commence la compétition après avoir passé cinq ans en école d'ingénieurs à Metz. Années qui lui donneront un diplôme, et aussi une forte envie de regagner le temps perdu loin de la mer.
En 1992, Marc se consacre à la course et acquiert un proto 6,50 m tout carbone pour la Mini Transat. Il finit 2e de l'édition 1993 de la course qui a révélé Ellen MacArthur, Loïc Peyron, ou encore Isabelle Autissier.
En 1995, il participe à sa première Solitaire du Figaro. Son objectif est alors de terminer dans la première moitié du classement. Il finira 8e et 1er bizuth, sur 52 concurrents.
En 1999, Marc revend son Figaro et crée Cap West, son entreprise de location de voiliers en Manche.
2004 est l'année du retour au haut niveau pour Marc qui entre dans le clan des 10 premiers de la Transat AG2R. Le skipper fleurysien retrouve la Solitaire après sept ans d'absence. Révélant un potentiel de vitesse digne des meilleurs, Marc navigue même en tête l'après-midi de la première étape, Caen-Portsmouth.[réf. souhaitée]
La Solitaire du Figaro 2005 restera marquée par l'abordage de « Maisons Pierre » par un cargo alors que Marc naviguait en tête de la flotte dans des conditions météo difficiles. « J'ai cru que c'était fini pour moi », commentera-t-il plus tard.

### Le début en Class40
L'année suivante, Marc se lance dans un nouveau projet : participer à la Route du Rhum, la « star » des transatlantiques à bord d'un Jumbo 40. Mis à l’eau le 12 septembre 2006, baptisé le 15 septembre 2006 avec tout le personnel de son sponsor principal sur le port de Caen, le Siegenia-Aubi rejoindra la Guadeloupe malgré des problèmes de safrans et deux arrêts techniques.
2007 est synonyme de victoire. Marc remporte La Matondo Congo - Route de l'Equateur, devant Florence Arthaud, Luc Poupon et Philippe Monnet. Au départ de Caen, le 31 juillet, il prend le départ de la Solitaire du Figaro sur le "Rapid'flore- Caen la mer". À la sortie : une belle 10e place (et 1er Normand). Marc est également cité parmi les meilleurs sportifs normands de l'année.
Une course chasse l'autre. En novembre, avec un budget insuffisant, Marc prend le départ de la Transat Jacques-Vabre sur "Siegenia Aubi - Unis contre le syndrome néphrotique". Une belle Solitaire du Figaro suivra. Le skipper de "Les Conquérants de Normandie" termine à la 12e place. En 2009, le programme de courses se modifie à quelques semaines du départ de la transat Jacques Vabre. Il faut choisir entre ne rien faire ou s'engager, au dernier moment, sur la nouvelle transatlantique des 40 pieds, La Solidaire du Chocolat. Trois semaines de préparation en moins pour un bateau qui a connu de nombreuses évolutions techniques durant l'hiver feront dire "stop" au navire. Reste que dans les deux premiers jours de course, Marc Lepesqueux et Jean-Charles Monnet, son coéquipier, navigueront aux avant-postes.
L'année 2012 le verra prendre sa revanche de la première édition de la Solidaire du Chocolat. Jörg Riechers, skipper allemand, embarque Marc "son équipage" dans la deuxième édition de la transat qui part de Nantes. Les deux hommes arrivent en vainqueur à Progreso, au Mexique, après avoir quasiment dominé les 4 semaines de course.
L'objectif suivant est la victoire de la Route du Rhum 2014. Pour ce faire, un projet de construction d'un Class40 normand est lancé. "Construire pour gagner" embarque de nombreux partenaires dans l'aventure qui vise également à mettre en avant la filière nautique normande. Malheureusement, l'aventure en mer ne durera que 10 heures, la quille du voilier, mal construite, cédera au large de la Bretagne. Le potentiel du Sabrosa est cependant démontré, Marc naviguant dans le paquet de tête au moment de la rupture.

### Nouveau départ, nouveaux objectifs!
C'est à partir de là que va se lancer le projet d'une participation commune à la Transat Jacques Vabre 2023. Hiver 2021-2022, Marc repart en transatlantique avec de nombreux coéquipiers qui vont et viennent entre Lisbonne, La Palma, le Cap Vert, et la Martinique ! De nouveau, entre les navigations allant du Nord au Sud des Antilles, des Turks and Caicos à Saint-Vincent et les Grenadines, Marc participe avec Renaud à la RORC Caribbean 600 - La Fastnet Race des Antilles. 2022 rime avec une nouvelle Route du Rhum, 4 ans après celle de 2018 où le sabrosa participe sans le skipper normand. L’objectif de Marc, en association avec Renaud Dehareng et l'entreprise Curium - son nouveau partenaire - est la construction d’un nouveau Class40 nouvelle génération pour s’aligner sur la ligne de départ le 6 novembre prochain, puis l’année d’après, une participation ensemble à la course en double de la Transat Jacques Vabre Normandie Le Havre.
Sorti de chantier fin août 2022, Curium life forward est mis à l'eau à la base technique V1D2 de Mondeville, près de Caen. L'objectif pour le skipper normand : s'entraîner, s'entraîner et encore s'entraîner, car la Route du Rhum va arriver très vite. Le Class40 187 est ensuite baptisé à Honfleur le 28 septembre 2022 en présence du PDG de Curium Renaud Dehareng, ainsi que du parrain, Sir Robin Knox-Johnston.
Route du Rhum 2022, Marc embarque à bord de Curium life forward. Pour la première fois, la météo contraint l'organisation à reporter le départ, ce qui n'empêchera pas les skippers de faire face à 20-25 nœuds de vent jusqu'à la sortie du Golfe de Gascogne. Malgré les difficultés techniques - alternateur et aériens tombent en panne - et la violence d'une nouvelle génération de bateaux - "les chocs sur le bateau sont terribles" d'après Marc - le navigateur normand décroche une 20e belle place. "Un peu frustrant" pour la marin qui a du prendre l'option sud à cause des problèmes structurels et techniques.
Suivent les courses de la saison 2023 aux Antilles puis en Normandie. De la RORC Caribbean 600 (4e place) à la Normandy Channel Race (15e place), Marc embarque avec Renaud sur le Class40 fraîchement construit. A noter, une belle 40 Malouine Lamotte, dernier entraînement pour le duo Marc-Renaud avant la Transatlantique en novembre.
C'est la 2e participation de Marc Lepesqueux, après celle de 2007 lors de laquelle il décroche la 12e place avec le Chilien Felipe Cubillos. Après avoir pris la 13e place et être repartis une semaine plus tard de Lorient, le 6 novembre, Marc et Renaud sont contraints d'abandonner à la suite de nombreuses avaries.

## Palmarès
- 1993 : 
  - 2e de la Minitransat 6.50[12]

- 1994 : 
  - 3e du Tour de la Manche
  - 1er du Tour du Finistère

- 1995 : 
  - 8e & 1er bizuth de la Solitaire du Figaro

- 1996 : 
  - 11e de la Solitaire du Figaro
  - 2e du Championnat de France de Course au Large

- 1997 : 
  - 24e de la Solitaire du Figaro

- 1999 : 
  - Tour de France Voile

- 2000 : 
  - Tour de France Voile

- 2001 : 
  - Tour de France Voile
  - Commodore's Cup en équipe de France

- 2004 : 
  - 10e de la Transat AG2R Lorient/St-Barthélemy[13]
  - 24e de la Solitaire du Figaro
  - 19e de la Generali Solo

- 2005 : 
  - 26e de la Solitaire du Figaro

- 2006 : 
  - 20e de la Route du Rhum en Class 40'[14]
  - 2e de la Skipper d'Islande en Class 40'

- 2007 : 
  - 1er de la Route de l'Équateur en Class 40'[14]
  - 12e de la Transat Jacques-Vabre en Class 40'[14]
  - 10e de la Solitaire du Figaro

- 2008 : 
  - 12e de la Solitaire du Figaro

- 2009 : 
  - 6e de la Fastnet Race en Class 40'
  - ABD à la Solidaire du Chocolat en Class 40'

- 2010 : 
  - 12e de la Route du Rhum en Class 40'
  - 1er de la Cowes Dinard en Class 40'
  - 5e de la Normandy Channel Race en Class 40'

- 2011 : 
  - Normandy Channel Race en Class 40'

- 2012 : 
  - 1er de la Solidaire du Chocolat en Class 40'[15]

- 2012 : 
  - 7e de la Normandy Channel Race

- 2013 : 
  - 1er d'une manche du SORC Solo offshore racing club
  - 1er de Cowes-Cherbourg

- 2014 : 
  - Route du Rhum - abandon sur perte de quille

- 2015 : 
  - 4e du Tour des ports de la Manche, 1 victoire d'étape

- 2015 : 
  - 12e Rolex Fastnet race

- 2016 : 
  - 9e du Tour des ports de la Manche

- 2017 : 
  - 7e Normandy Channel Race
  - 22e Rolex Fasnet Race

- 2018 : 
  - Volvo Round Ireland Race
  - Cowes Dinard Saint-Malo Race
  - Courses du RORC aux Antilles - RORC Caribbean 600

- 2019 : 
  - 4e de l'Armen Race
  - 9e de la Rolex Fastnet Race
  - 6e de la 40 Malouine SACIB

- 2020 : 
  - Courses du RORC
  - Normandy Channel Race

- 2021 : 
  - 19e de la Rolex Fastnet Race
  - RORC Caribbean 600
  - 8e de la 40 Malouine Lamotte

- 2022: 
  - RORC Caribbean 600
  - 14e de la Normanday Channel Race
  - 9e du Championnat du monde Class40
  - 17e de la Drheam Cup en Class40'
  - 19e de la 40 Malouine Lamotte
  - 20e - Route du Rhum[14]

- 2023 : 
  - 4e de la RORC Caribbean 600
  - 7e du Défi Atlantique[14]
  - 7e de l'Armen Race
  - 7e de la CIC Normandy Channel Race
  - 11e de la 40 Malouine LAMOTTE[14]
  - 13e de la première étape de la Transat Jacques Vabre Normandie Le Havre - Abandon au classement général